# دومنیکو سیترو
دومنیکو سیترو (انگلیسی: Domenico Citro؛ زادهٔ ۱۷ سپتامبر ۱۹۸۴) بازیکن فوتبال اهل ایتالیا است.
از باشگاه‌هایی که در آن بازی کرده‌است می‌توان به باشگاه فوتبال پارما اشاره کرد.
وی همچنین در تیم‌های ملی فوتبال بازی کرده‌است.